# SpVgg 1908 Aschersleben
SpVgg 1908 Aschersleben was een Duitse voetbalclub uit Aschersleben, Saksen-Anhalt.

## Geschiedenis
De club werd opgericht in 1908  en sloot zich later aan bij de Midden-Duitse voetbalbond. In 1913-14 nam de club voor het eerst deel aan de hoogste klasse van de Harzcompetitie, maar trok zich tijdens het seizoen terug. 
Vanaf 1923 speelde de club in de competitie van Elbe-Bode. Na twee seizoenen degradeerde de club. In 1928 werd de competitie van Elbe-Bode opgeheven en de clubs werden verdeeld onder andere competities. Stadsrivalen Askania en Teutonia, die altijd in de hoogste klasse van Elbe-Bode gespeeld hadden verhuisden naar de competitie van Harz. Na één seizoen slaagde ook SpVgg erin om weer te promoveren en dat terwijl Teutonia degradeerde. In 1931/32 eindigde de club vijfde en zo voor het eerst boven Askania. Het volgende seizoen werd de zevende plaats behaald.
Na dit seizoen werd ook de competitie van Harz ontbonden en vervangen door de sterke Gauliga Mitte. Door de zevende plaats kwalificeerde de club zich niet voor de Gauliga en zelfs ook niet voor de Bezirksklasse, die nu de tweede klasse werd. De volgende jaren slaagde SpVgg er niet meer in te promoveren. Na de Tweede Wereldoorlog werden alle Duitse voetbalclubs ontbonden. SpVgg werd evenals rivalen Teutonia en Askania niet meer heropgericht.